# Smalegga
Smalegga är en bergstopp i Antarktis. Den ligger i Östantarktis. Norge gör anspråk på området. Toppen på Smalegga är 1 819 meter över havet.
Terrängen runt Smalegga är varierad. Trakten är obefolkad. Det finns inga samhällen i närheten.